# Alison Sudol
Alison Loren Sudol, nota anche con lo pseudonimo di A Fine Frenzy (Seattle, 23 dicembre 1984), è una cantautrice e attrice statunitense.

## Biografia
Sudol si trasferisce fin da giovane con i genitori a Los Angeles, dove inizia ad appassionarsi di musica e letteratura. Il suo nome d'arte, A Fine Frenzy, è preso da un verso dell'opera di William Shakespeare Sogno di una notte di mezza estate.
Nel marzo 2007 si esibisce al South by Southwest e nel luglio seguente pubblica il suo album di debutto, One Cell in the Sea. Il primo singolo è Almost Lover. L'album ha raggiunto la posizione 91 della classifica Billboard 200. Nel corso del 2007 e fino al dicembre 2008 si esibisce in Canada, Stati Uniti, Germania, Francia, Svizzera, Belgio, Austria e Portogallo. Il suo album viene quindi diffuso anche in buona parte d'Europa nel 2008.
Nel settembre 2009 pubblica il successivo Bomb in a Birdcage, lanciato dal singolo Blow Away (luglio 2009).
Nell'ottobre 2011 annuncia gli inizi dei lavori in vista della pubblicazione del terzo album. Circa un anno dopo, nell'ottobre del 2012, pubblica Pines.
Successivamente annuncia di aver deciso di rinunciare all'utilizzo del proprio nome d'arte, preferendo utilizzare di nuovo il proprio nome anagrafico. Dal 2014 inizia una nuova carriera come attrice, interpretando il ruolo di Kaya nella prima stagione della serie Amazon, Transparent. Appare anche nel cast della serie Dig, nel ruolo dell'archeologa Emma Wilson.
Nel gennaio 2015 la rivista Elle la inserisce tra le 7 Most Exciting Newcomers on TV this Season. Nel novembre 2016 esce il film Animali fantastici e dove trovarli, il primo di una serie di cinque prequel/spin-off della saga di Harry Potter scritta da J. K. Rowling, in cui Alison interpreta Queenie Goldstein.

## Discografia (A Fine Frenzy)

### Album
- One Cell in the Sea (2007), Virgin, Austria, Svizzera, Germania, Polonia, USA
- Bomb in a Birdcage (2009), Virgin
- Pines (2012), Virgin

### Live
- A Fine Frenzy Live at the House of Blues Chicago (2009, solo iTunes), Virgin

### EP
- Demo - EP (2006): "Rangers", "Almost Lover", "The Well"
- Live Session (iTunes Exclusive) - EP (2007): "Almost Lover", "The Minnow & the Trout", "Borrowed Time", "Last of Days"
- Come On, Come Out  (2008), Germania: "Come On, Come Out" + Nachtwandler Protone Mix, "Love Sick", "Devil's Trade"
- Oh, Blue Christmas (2009), (iTunes/Target exclusive): "Blue Christmas", "Winter Wonderland", "Winter White", "Christmas Time is Here", "Wish You Well", "Red Ribbon Foxes"

### Singoli
- "Almost Lover" (2007), Germania, Svizzera, Austria, Slovenia, Polonia, Lituania
- "Rangers" (2007)
- "Come On, Come Out" (2008), Polonia
- "Blow Away" (2009), internazionale
- "Happier" (2009), internazionale
- "Electric Twist" (2010), internazionale
- "Now is the start" (2012)

### Colonne sonore
- Dan in Real Life (2007): "Fever"
- Sleepwalking (2008): "Come On, Come Out"

### Compilation
- Stockings By the Fire (Starbucks Entertainment Compilation) (2007): "Let it Snow"

## Filmografia

### Cinema
- Here Dies Another Day, regia di Caryn West (1997)
- Other People's Children, regia di Liz Hinlein (2016)
- Between Us, regia di Rafael Palacio Illingworth (2016)
- Animali fantastici e dove trovarli (Fantastic Beasts and Where to Find Them), regia di David Yates (2016)
- Animali fantastici - I crimini di Grindelwald (Fantastic Beasts: The Crimes of Grindelwald), regia di David Yates (2018)
- Era mio figlio (The Last Full Measure), regia di Todd Robinson (2020)
- Animali fantastici - I segreti di Silente (Fantastic Beasts: The Secrets of Dumbledore), regia di David Yates (2022)
- Bonus Track, regia di Julia Jackman (2023)

### Televisione
- CSI: NY – serie TV, 1 episodio (2007)
- Transparent – serie TV, 4 episodi (2014)
- Dig – serie TV, 10 episodi (2015)

## Doppiatrici italiane
Nelle versioni in italiano delle opere in cui ha recitato, Alison Sudol è stata doppiata da:
- Gemma Donati in Animali fantastici e dove trovarli, Animali fantastici - I crimini di Grindelwald, Animali fantastici - I segreti di Silente
- Irene Di Valmo in CSI: NY
- Benedetta Degli Innocenti in Era mio figlio
- Debora Magnaghi in Transparent